# 恵那山ウェストン公園
恵那山ウェストン公園（えなさんウェストンこうえん）は、岐阜県中津川市川上（かおれ）にあるイギリス人の登山家ウォルター・ウェストン（1861年 - 1941年）を顕彰する公園。

## 概要
- 木曽川の支流中津川の中流に位置しており、2001年（平成13年）に中津川市観光協会により公園として整備され、ウェストンの胸像が建てられた。この公園からは恵那山への登山口があり、また中津川を挟んだ向かい側には、『女郎の滝』と呼ばれる瀑布がある。
- 毎年5月11日に、中津川市観光協会により『ウェストン祭』が催されている。
- 「堂々とした美濃の恵那山」「おもしろい山」とウェストンが讃えた恵那山は、岐阜県恵那地方の象徴であり、季節を問わず多くの登山者で賑わっている。

## 由来
明治時代に来日したイギリス人の宣教師であり登山家であるウォルター・ウェストンは、1893年（明治26年）5月、岐阜より美濃太田、御嵩を経て中津川を訪れ、友人2人と人夫2人を伴い、川上（かおれ）集落より恵那神社を経て、外国人として初めて恵那山へ登頂した。山頂で残雪を沸かしてココア飲み、当日夜半には宿泊先へ戻った、と著書『日本アルプスの登山と探検』に書き記している。

## 関連事項
ウェストンが恵那山頂でココアを飲んだという記述にちなみ、中津川市内の喫茶店数店がウェストンココアと名付けてメニューに入れている。

## 交通アクセス
- JR東海中央本線中津川駅より、北恵那交通バスの恵那山ウェストン公園行きに乗車し約20分
- 中央自動車道中津川インターチェンジより、国道19号で長野方面へ行き、国道363号との交差点を右折し、南へ約10分